# IC 3122
IC 3122 ist eine Spiralgalaxie vom Hubble-Typ Sb im Sternbild Coma Berenices am Nordsternhimmel. Sie ist schätzungsweise 310 Millionen Lichtjahre von der Milchstraße entfernt.
Das Objekt wurde am 23. März 1903 von Max Wolf entdeckt.